# Pandemia de COVID-19 no Vaticano
Este artigo documenta os impactos da pandemia de coronavírus de 2020 no Vaticano e pode não incluir todas as principais respostas e medidas contemporâneas.
Em 3 de março de 2020, após suspeitas da infecção pelo coronavírus, o Papa Francisco realizou um teste que deu negativo. O pontífice cancelou todas as aparições em espaços públicos como forma de prevenção e decidiu transmitir as cerimônias on-line devido à pandemia de COVID-19 na Itália.

## Linha do tempo
Em 5 de março de 2020, houve o primeiro caso confirmado da doença no Vaticano. Em 8 de março, a Hora do Angelus foi transmitida on-line na biblioteca privada do Papa. Como profilaxia, suspenderam as visitas aos Museus Vaticanos de 8 de março a 3 de abril.
Em 10 de março, após a quarentena na Itália, a Praça de São Pedro e a Basílica de São Pedro foram fechadas para turistas entre 10 de março e 3 de abril. As condições de quarentena da Itália também foram aplicadas na cidade do Vaticano. Em 11 de março, o Papa realizou, pela primeira vez, uma audiência pública via internet.